# Лайды
Лайды (латыш. Laidi) — населённый пункт в Кулдигском крае Латвии. Административный центр Лайдской волости. Расстояние до города Кулдига составляет около 32 км. По данным на 2017 год, в населённом пункте проживало 196 человек. Есть волостная администрация, начальная школа, библиотека, врач, аптека, почтовое отделение, магазин, эстрада. Комплекс поместья Лайды является памятником архитектуры.

## История
Село ранее являлось центром поместья Лайден.
В советское время населённый пункт был центром Лайдского сельсовета Кулдигского района. В селе располагалась центральная усадьба колхоза «Спартакс».